# NGC 5153
NGC 5153 is een elliptisch sterrenstelsel in het sterrenbeeld Waterslang. Het hemelobject werd op 8 mei 1834 ontdekt door de Britse astronoom John Herschel.

## Synoniemen
- ESO 444-45
- MCG -5-32-25
- PGC 47194